# Olavo Romano
Olavo Celso Romano (Oliveira, 6 de setembro de 1938 - Belo Horizonte, 16 de novembro de 2023) foi um escritor mineiro em prosa. Ocupou a cadeira 37 da Academia Mineira de Letras e foi o homenageado na Bienal Mineira do Livro de 2020-2021.

## Biografia
Olavo Romano nasceu em 6 de setembro de 1938, no distrito Morro do Ferro, da cidade de Oliveira (MG). É filho de Demosthenes Romano e de Waldete Viana Romano.
Formou-se em Direito na faculdade de direito da Pontifícia Universidade Católica de Minas Gerais. Realizou um mestrado em Administração pela Fundação Getúlio Vargas do Rio de Janeiro. Também se especializou em Inglês pela Universidade de Michigan, e planejamento educacional pelo Banco Mundial.
Chegou a ser professor de inglês em diversos colégios de educação básica, e professor de Administração na Pontifícia Universidade Católica de Minas Gerais. Todavia, fez carreira verdadeiramente no serviço público como Procurador do Estado de Minas Gerais.
Faleceu na tarde do dia 16 de novembro de 2023.

## Trajetória literária
Começou a realizar publicações em 1979. Foi autor de diversos casos mineiros e textos poéticos em periódicos, como o Estado de Minas, Jornal de Casa, Globo Rural, Palavra, Cícero, IstoÉ e Veja. Atualmente participa de dois quadros da Rede Minas, o Mercado Comum e a Prosa arrumada.
Publicou diversos livros, muitos utilizados em escolas de Minas Gerais e outros estados. Entre as obras adotadas, nota-se uma focalização no jeito, fala e modo de vida do interior mineiro, tais como:
- Casos de Minas (1982), publicado pela Paz e Terra - sendo seu livro de estreia
- Minas e seus casos (1984)
- Dedo de prosa (1986); Prosa de mineiro (1986), pela Lê
- Os mundos daquele tempo (1988), pela Atual
- Um presente para sempre (1990), pela Atual
- Memórias meio misturadas de um jacaré de bom papo (2002), pela Dimensão
- São Francisco rio abaixo (2006), pela Abigraf
- Retratos de Minas (2007), pela Conceito
- Eta mineiro... jeito de ser (2007), pela Leitura
- A cidade submersa (2016), pela Ramalhete[7]

Ademais, Romano é sócio fundador e inscrito nº 2 do Sindicado de Escritores de Minas Gerais.

### Editora Caravana
Olavo Romano foi um dos fundadores, em 2018, do Grupo Editorial Caravana, editora de livros de Belo Horizonte. Atua como editor sênior da empresa. Pela empresa publicou os seguintes livros: 

#### Contos
- A cidade submersa, e outras historias sortidas. Reedição[9]
- Café com prosa (2021)[10]
- Casos de Minas. Reedição[11]
- Os mundos daquele tempo. Duas edições pela Caravana[12]
- Um presente para sempre. Obra em dois volumes, e já na 16ª edição[13]
- O homem que veio de longe (2022)[14]

#### Memórias
- Família Romano - memória, afeto, gratidão (2023). Coletânea de histórias de sua família, escrito conjuntamente a seus 14 irmãos.[15][16]

## Adaptações
Seu conto “Como a gente negoceia” gerou o curta-metragem Negócio Fechado, cujo ator Reinaldo Gonzaga foi premiado no festival de Gramado de 2001.
O grupo Carbono 14 realizou a filmagem de 30 histórias narradas por Romano. Esses vídeos foram distribuídos gratuitamente em bibliotecas, escolas e centros culturais, sobretudo mineiros.

## Homenagens
Em 2015 recebeu o título de cidadão honorário da cidade de Belo Horizonte, capital mineira. Também recebeu a Medalha da Inconfidência, Medalha de Santos Dumont e a Medalha de Juscelino Kubitschek, bem como Ordens do Mérito no Legislativo, Cultural do Lions Clube, João Pinheiro e Ordem do Almocafe, do IHGMG.
Foi o autor homenageado da Bienal Mineira do Livro de 2020-2021.

### Academia Mineira de Letras
Assumiu em 2004 a cadeira 37, que tem como patrono Manoel Basílio Furtado, da Academia Mineira de Letras, sucedendo Edgard de Vasconcellos Barros.
Em 2013-2016 assumiu a presidência da instituição, e depois foi seu presidente emérito.